# Daewoo Nubira
Der Daewoo Nubira ist ein Fahrzeug der südkoreanischen Automarke GM Daewoo. Es wurde von Frühjahr 1997 bis Ende 2004 hergestellt.
Der Name Nubira ist koreanisch und bedeutet in der Übersetzung „um die Welt fahren“; was auf die Langzeitqualitäten des Pkws hinweisen soll. Derzeit wird das Modell nur noch bei der vietnamesischen Tochtergesellschaft der GM Korea als Daewoo hergestellt. Hersteller dort ist seit 1998 die GM Daewoo Vidamco.

## Modellreihen

### Nubira (J100, 1997–1999)
Der erste Nubira (Code: J100) wurde ab Juni 1997 als viertüriges Stufenheck, fünftüriges Fließheck und als Kombi angeboten. Bei einem Radstand von 2585 mm beträgt die Fahrzeugbreite 1720 mm und die Fahrzeughöhe 1430 mm. Das Modell SH ist 4285 mm lang, das Modell STH 4495 mm und der Kombi 4550 mm. Das Leergewicht reicht von 1264 kg für den STH bis 1313 kg für den Kombi.
Zur Markteinführung standen zwei Motorvarianten und drei Ausstattungsvarianten zur Verfügung: als 1.6 SE, als 1.6 SX und als 2.0 CDX (beste Ausstattungsvariante). 
Sowohl die 1.6 l- als auch die 2.0 l-Maschine konnten gegen Aufpreis mit einem Vier-Stufen-Automatikgetriebe geordert werden. Alle Modelle verfügen über Frontantrieb.
Die Nubira-Reihe wurde mit 3 Jahren Herstellergarantie bis zu maximal 100.000 Kilometer Laufleistung verkauft. 
Die Fahrzeuge gelten als vergleichsweise robust und als sehr zuverlässig. Für diese Fahrzeugklasse  war die Serien-Ausstattung sehr umfangreich, da sie zum Beispiel ABS, Doppel-Airbag, vierfach elektrische Fensterheber, elektrisch einstellbare Außenspiegel und Zentralverriegelung mit Funkfernbedienung umfasste.
In Russland wurde der Nubira erster Generation als Doninvest Orion produziert.

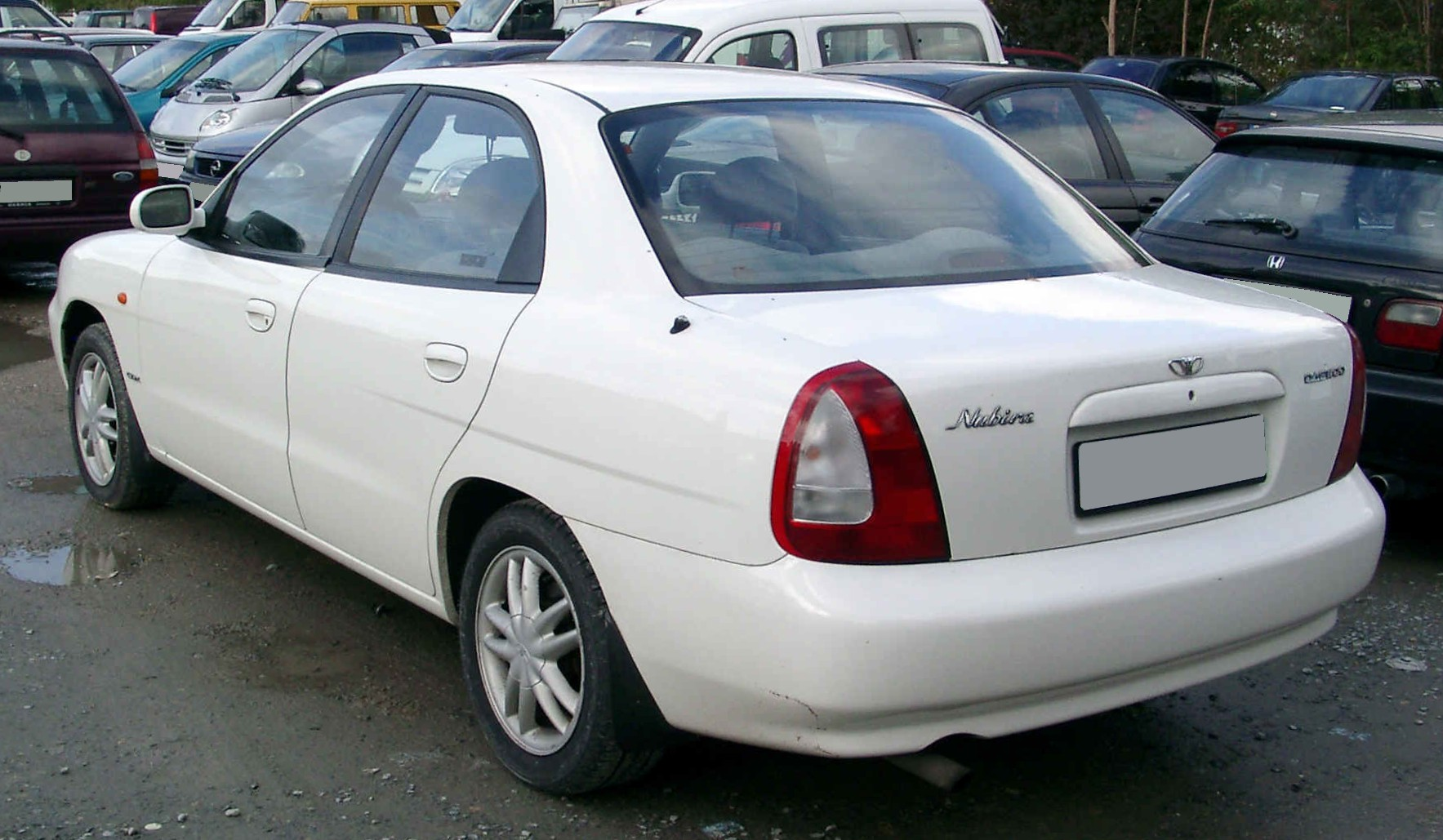
Heckansicht
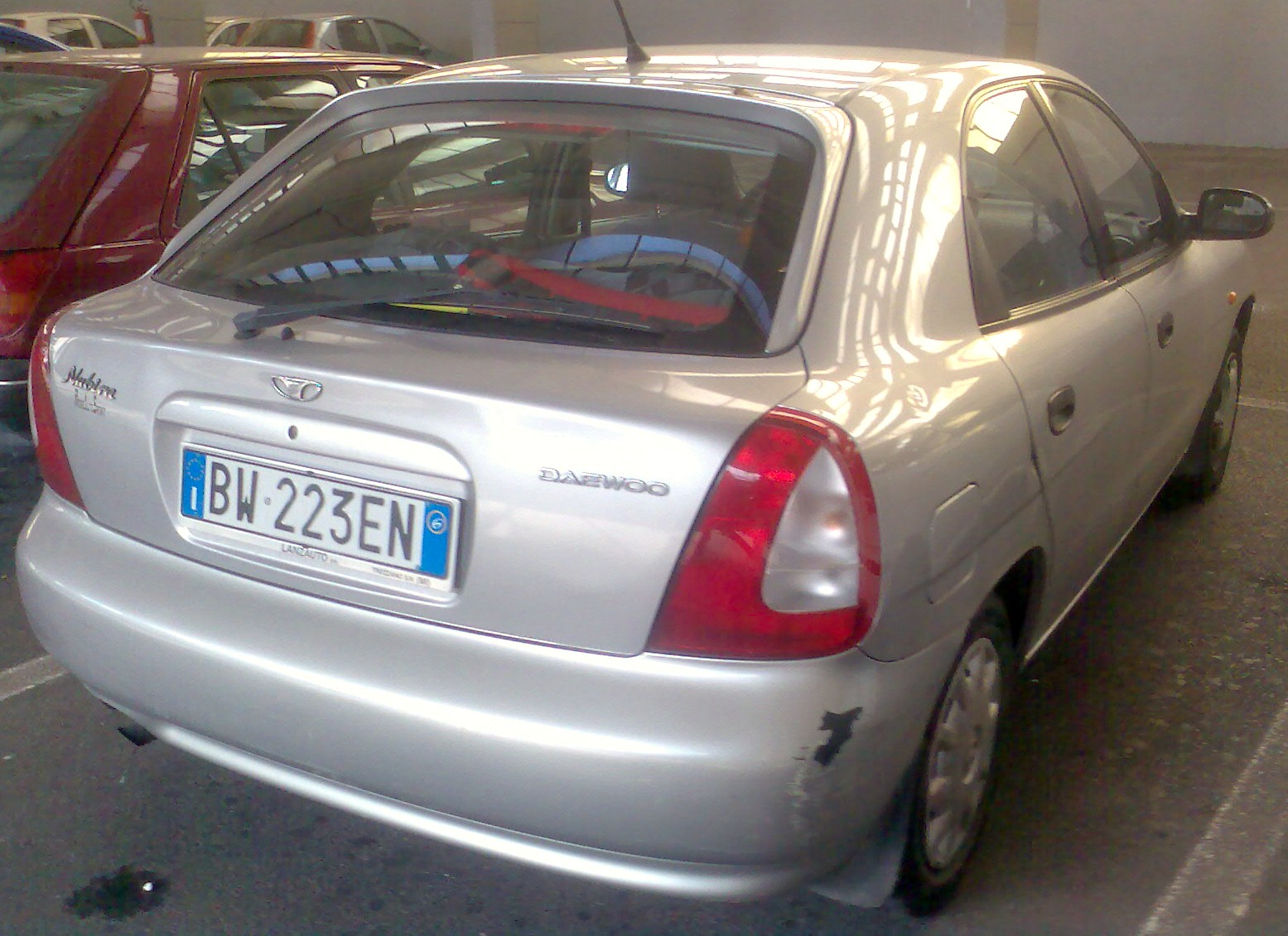
Daewoo Nubira Schrägheck (1997–1999)

### Nubira (J150, 1999–2002)
Bei dem im Mai 1999 vorgenommenen Facelift des Nubira (J150) wurden neben Front und Heck auch der komplette Innenraum neu gestaltet und zum Teil durch höherwertige Materialien ersetzt.
Der Armaturenträger bekam in der CDX-Ausstattung Holzeinlagen. Ebenso wurden die Sitze geändert und bekamen nun mehr Seitenhalt und Auflagefläche.
Bodengruppe, die grundlegende Karosserieform, Motor, Elektrik und Antriebsstrang blieben erhalten. Die Schrägheckversion wurde aus dem Angebot genommen. 
Daewoo vermarktete den Wagen in Südkorea auch als "Nubira 2". 
Von 2000 bis 2002 wurde der Nubira wie andere Daewoo-Modelle auch in Nordamerika verkauft.

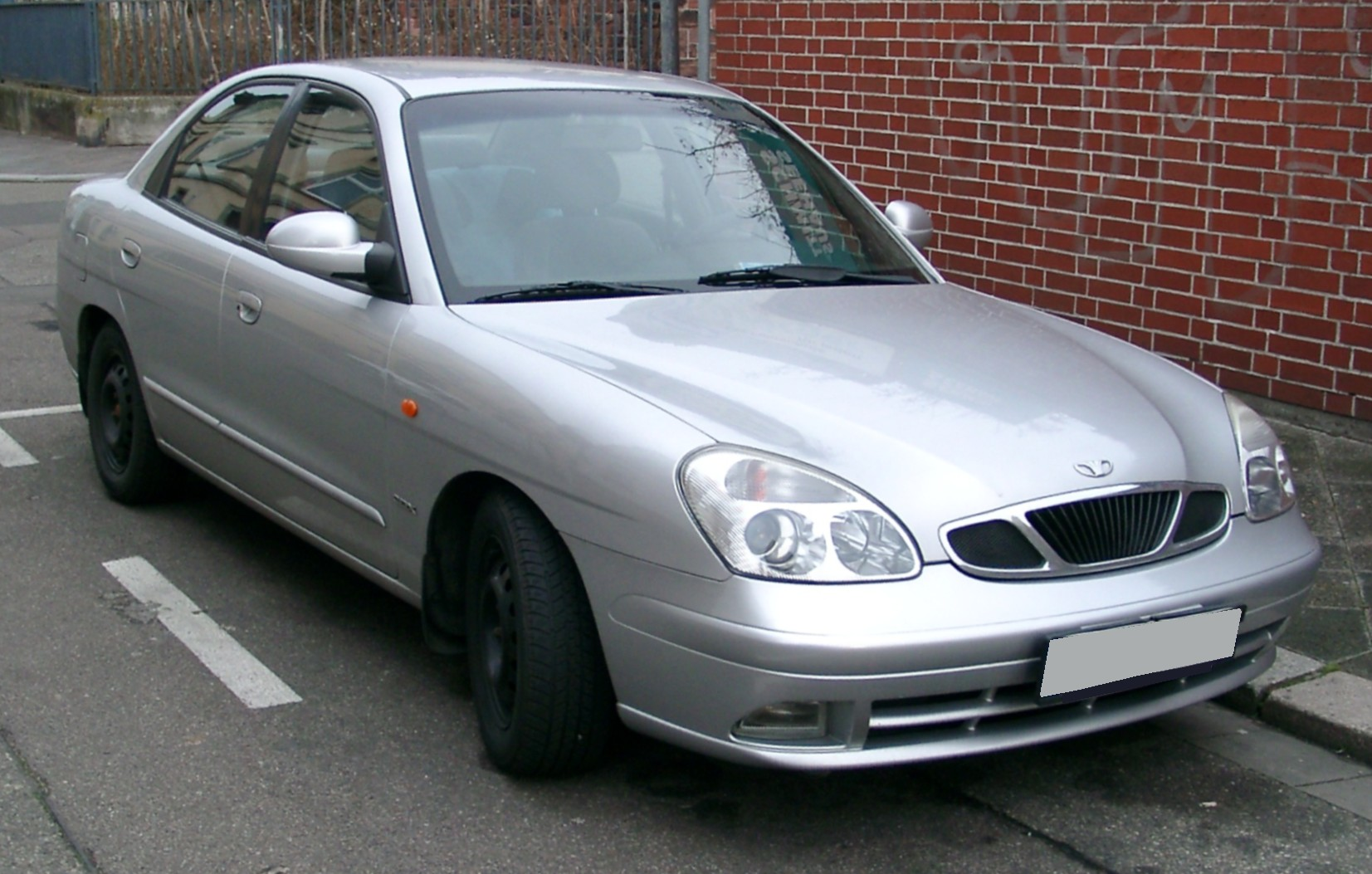
Daewoo Nubira Stufenheck (1999–2002)
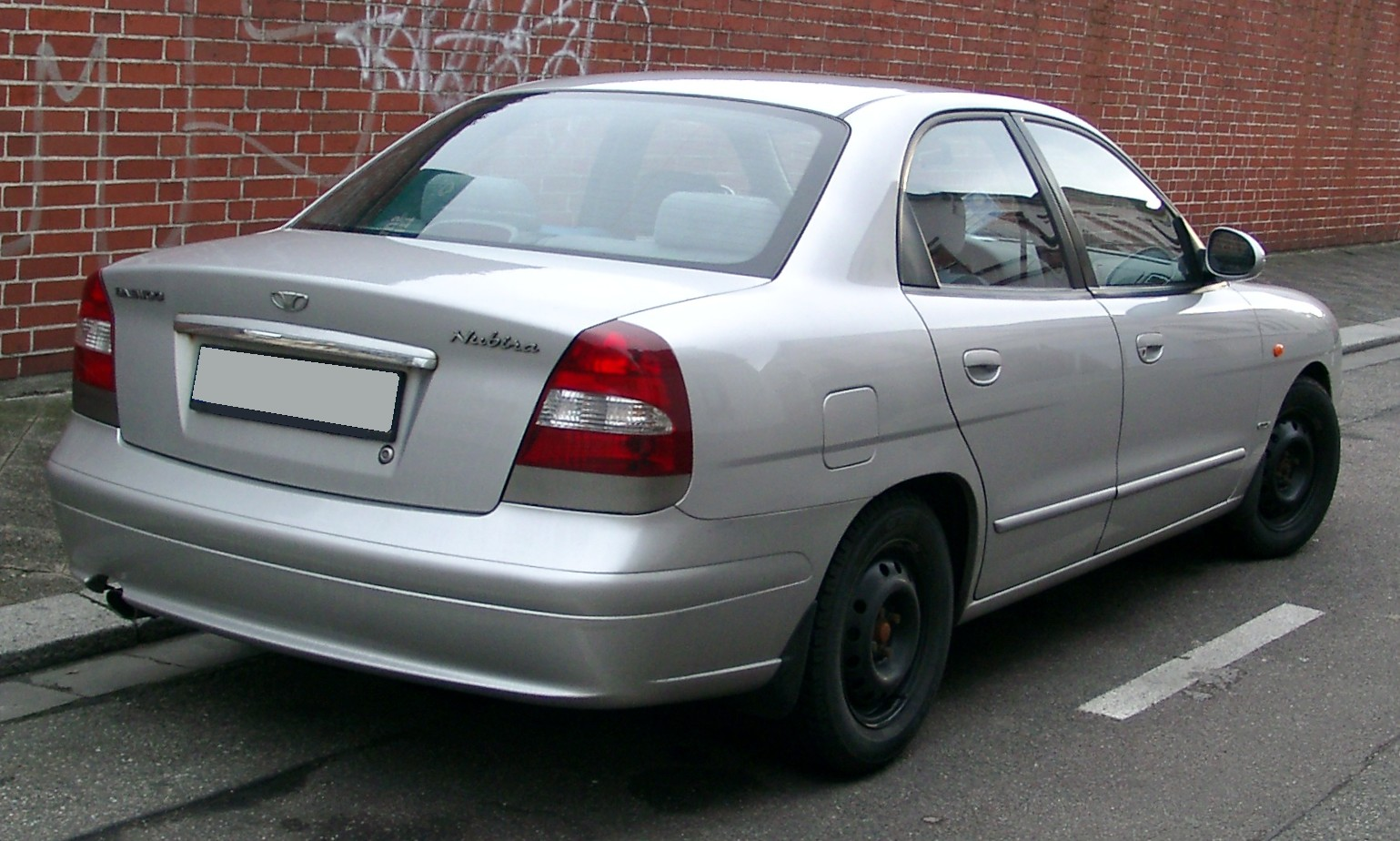
Heckansicht
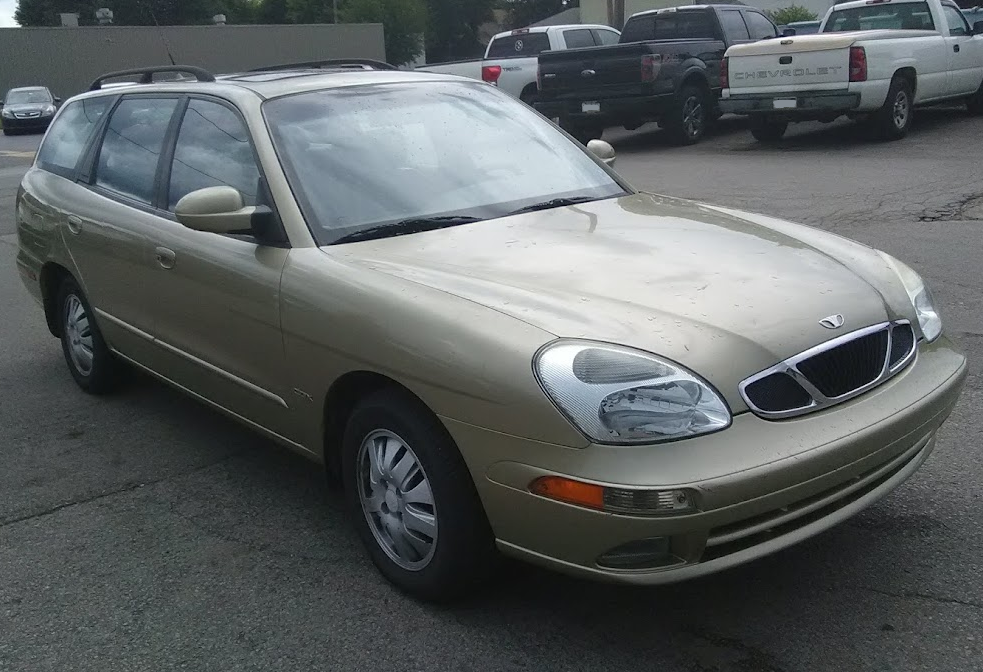
Daewoo Nubira Kombi (1999–2002)
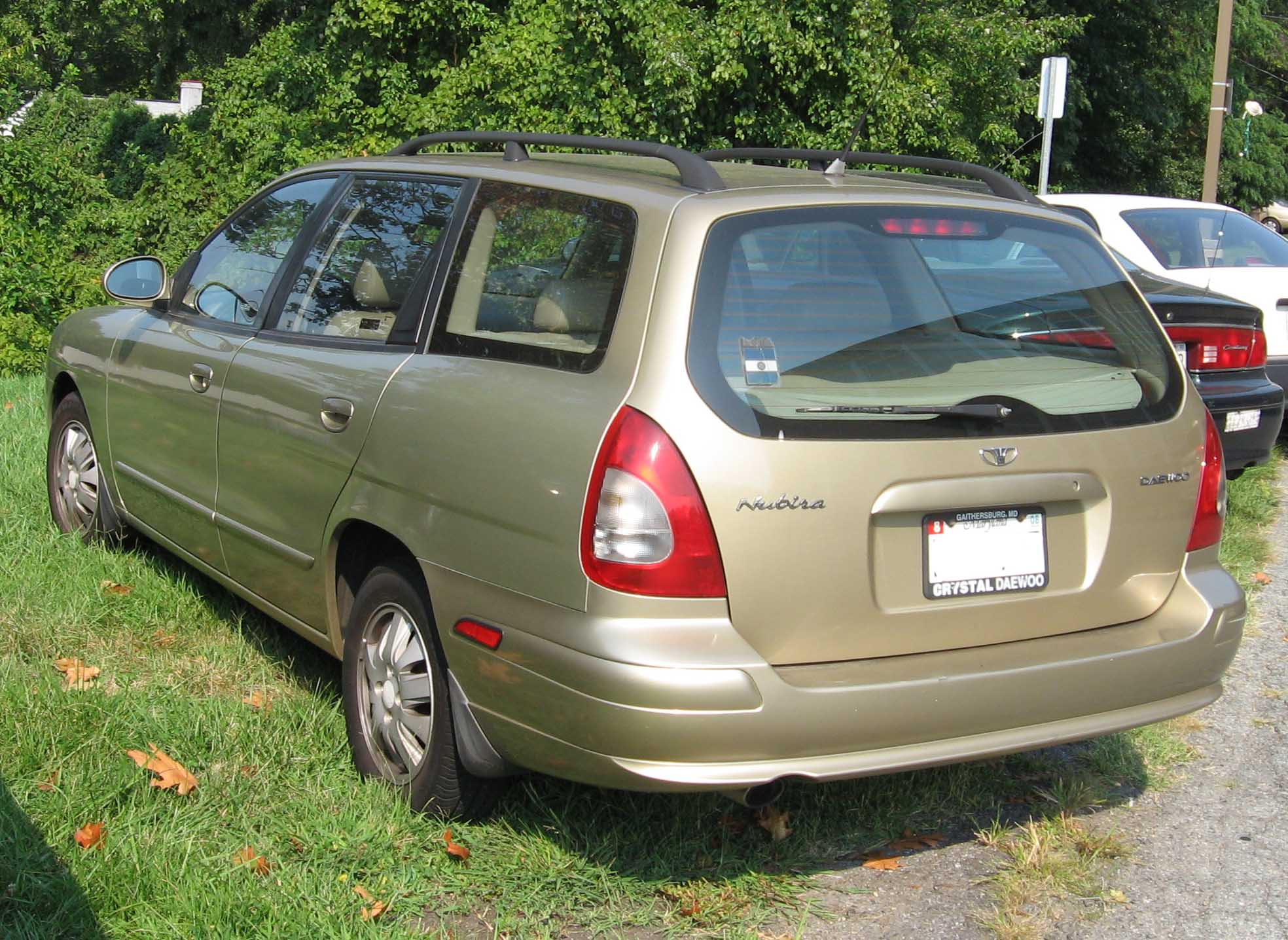
Heckansicht

### Nubira (J190, 2002–2003)
Die Baureihe J190 wurde von Mitte 2002 bis Frühjahr 2003 angeboten.
Die Karosserieform des J150 wurde übernommen, äußere Unterscheidungen betrafen lediglich die Frontscheinwerfer (H4 statt H1) sowie die Seitenblinker (nun in weiß). Beim Kombimodell wurden außerdem die Rückleuchten geändert. Die Motoren erfüllten nun die Euro 3 Schadstoffnorm. Der Innenraum bekam neue Polsterstoffe sowie hinten eine dritte Kopfstütze spendiert.

### Nubira (J200, 2003–2004)
Dieser  Nubira feierte bereits auf der Seoul Motor Show 2002 seine Weltpremiere. 
In Korea war das neue Modell als Daewoo Lacetti danach sofort im Verkauf. Ab Mitte 2003 war das von Pininfarina gestaltete Fahrzeug auch in Deutschland erhältlich. Auf dem Genfer Auto-Salon im März 2004 wurde die Kombivariante präsentiert und stand vier Monate später bei den Händlern. 
Wie auch der Lacetti verfügt der Nubira über einige europäische Bauteile und wurde hinsichtlich des Fahrwerks und des Fahrverhaltens ebenfalls in England abgestimmt.
Als Antrieb wurden ein 1,6l mit 80 KW und ein 1,8l-Reihenvierzylindermotor mit 90 KW angeboten. 
Nach der Umstrukturierung von Daewoo und der neuen GM-Modellpolitik (General Motors) war das Modell ab Anfang 2005 in Deutschland unter dem Namen Chevrolet Nubira erhältlich. 

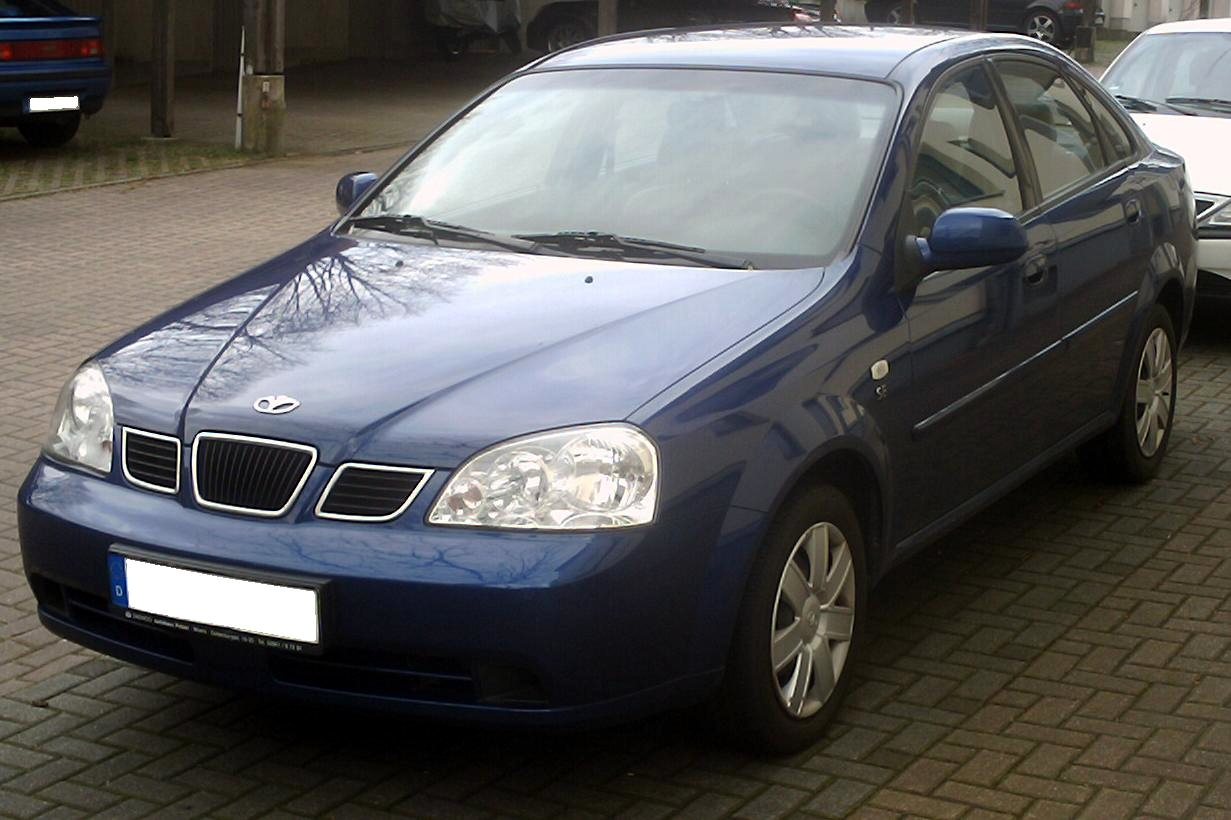
Daewoo Nubira Stufenheck (2003–2004)
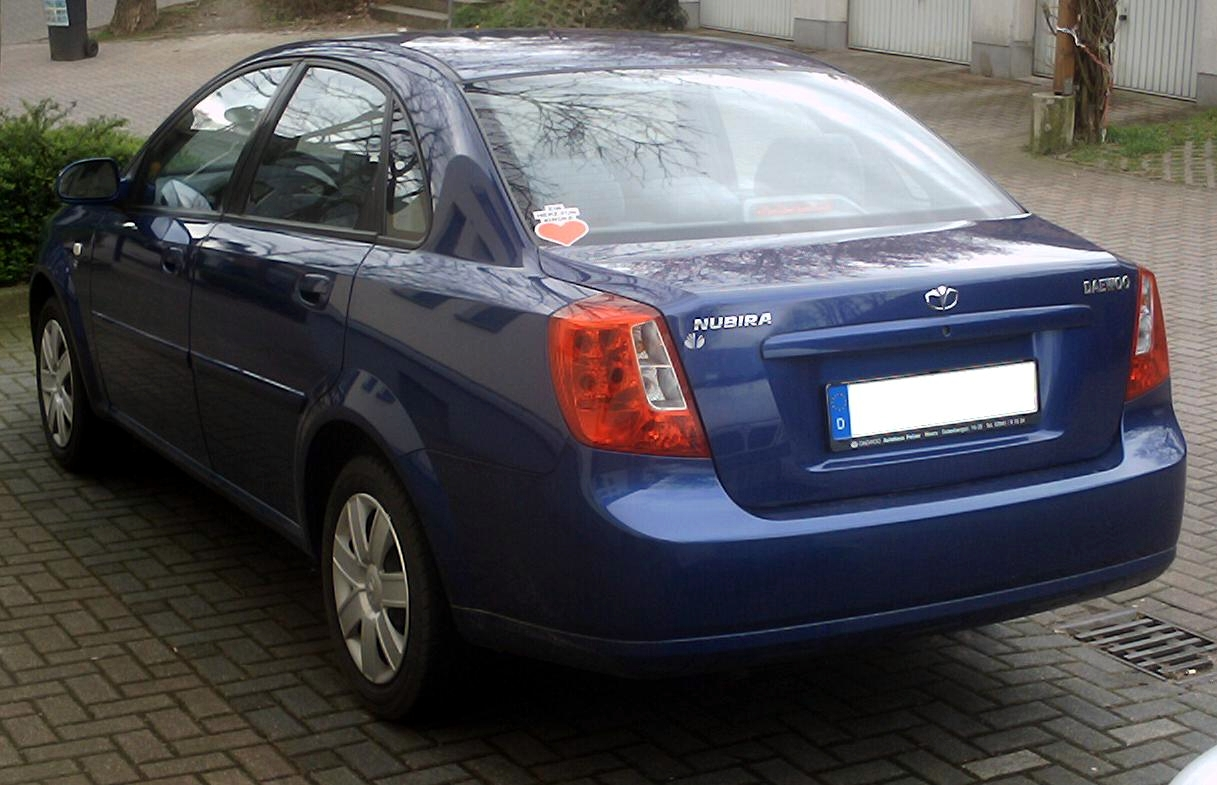
Heckansicht

## Besonderheiten
Daewoo hat als einer der wenigen Hersteller den Nubira ab Werk mit einer Autogasanlage angeboten. Der Gastank mit einem Fassungsvermögen von 60 Liter LPG (Liquified Propane Gas) wird anstelle des Reserverades in der dafür vorgesehenen Mulde verbaut. Die Reichweite des Fahrzeugs erweitert sich dadurch um bis zu 450 km.